# Bistrica (Drina)
Pour les articles homonymes, voir Bistrica.
La Bistrica est une rivière de Bosnie-Herzégovine. Elle est un affluent gauche de la Drina. Elle fait partie du bassin versant du Danube.